# Peterslahr
Peterslahr ist eine Ortsgemeinde im Landkreis Altenkirchen (Westerwald) in Rheinland-Pfalz. Sie gehört der Verbandsgemeinde Altenkirchen-Flammersfeld an.

## Geographische Lage
Peterslahr liegt an der Wied in der Lahrer Herrlichkeit, etwa fünf Kilometer südwestlich von Flammersfeld an der durch das Wiedtal führenden Landesstraße 267. Die höchste Erhebung ist der Menzenberg (293 m ü. NHN). Das Gemeindegebiet gehört zum Naturpark Rhein-Westerwald.

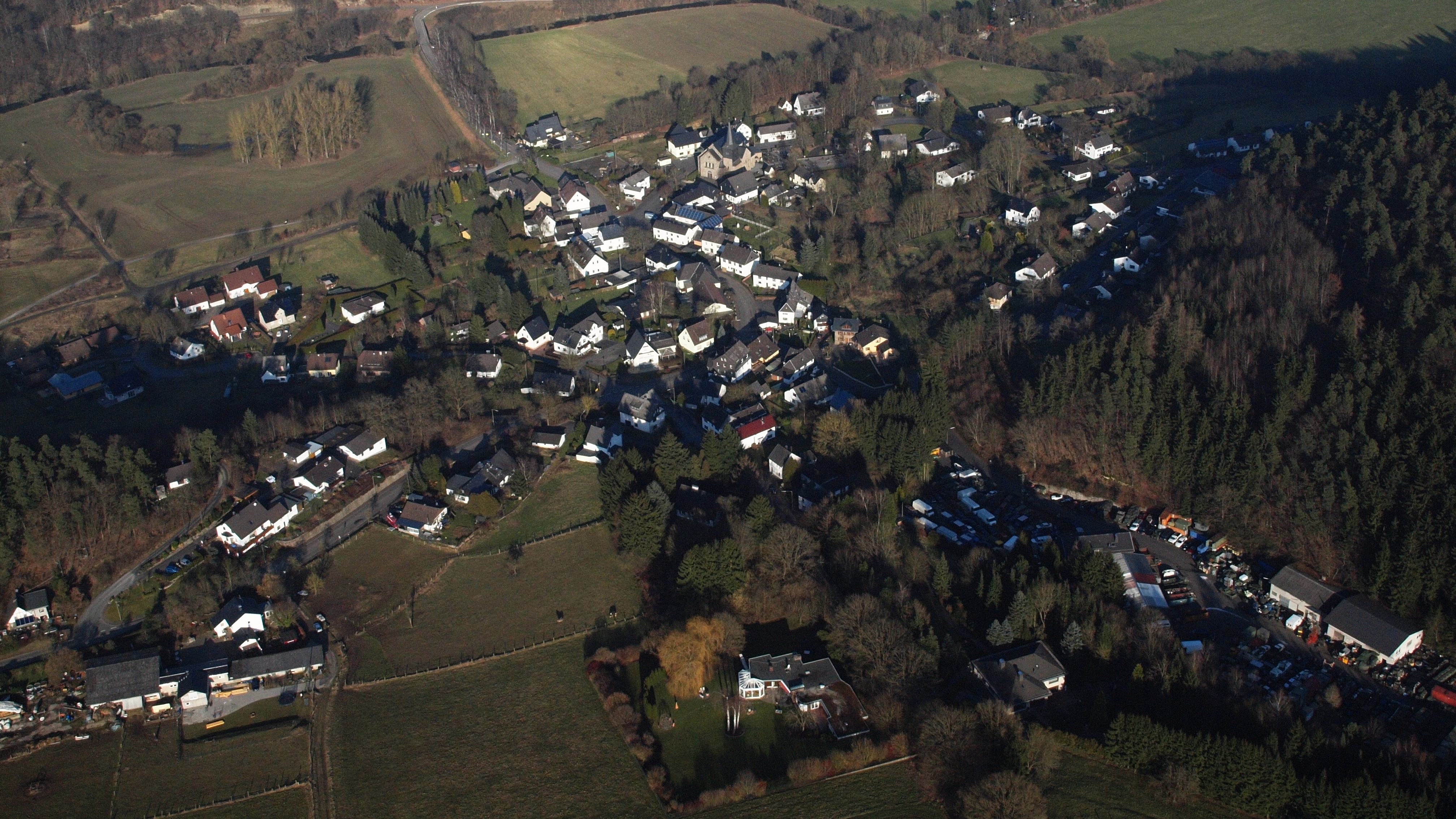
Peterslahr, Luftaufnahme (2015)

## Geschichte
Der Ort wurde 1314 im „Sayner Teilungsvertrag“ erstmals urkundlich erwähnt. Frühere Namen waren „Laere“ und „Nydernlahre“. Aufgrund einer St. Petrus-Reliquie in der Kirche des Orts bürgerte sich der Name „Peterslahr“ ein, der nachweislich erstmals 1556 in den Kirchbüchern auftritt.
Peterslahr gehörte im ausgehenden Mittelalter bis 1664 zur Herrschaft Horhausen in der Grafschaft Isenburg. Nach deren Aussterben fiel der Ort als erledigtes Lehen an Kurtrier zurück. 1803 kam Peterslahr zum Fürstentum Nassau-Weilburg, 1806 zum Herzogtum Nassau und 1815 an Preußen. Unter der preußischen Verwaltung wurde Peterslahr der Bürgermeisterei Flammersfeld im neu errichten Kreis Altenkirchen zugeordnet, der von 1822 an zur Rheinprovinz gehörte.
Bevölkerungsentwicklung
Die Entwicklung der Einwohnerzahl von Peterslahr, die Werte von 1871 bis 1987 beruhen auf Volkszählungen:
| Jahr | Einwohner |
| 1815 | 125       |
| 1835 | 175       |
| 1871 | 185       |
| 1905 | 221       |
| 1939 | 244       |

| Jahr | Einwohner |
| 1950 | 274       |
| 1961 | 248       |
| 1970 | 291       |
| 1987 | 286       |
| 2005 | 294       |

| Jahr | Einwohner |
| 2009 | 286       |
| 2018 | 287       |
| 2019 | 293       |
| 2022 | 330       |

## Politik

### Gemeinderat
Der Gemeinderat in Peterslahr besteht aus acht Ratsmitgliedern, die bei der Kommunalwahl am 9. Juni 2024 gewählt wurden, und dem ehrenamtlichen Ortsbürgermeister als Vorsitzendem.

### Bürgermeister
Michael Liedigk wurde am 6. April 2021 Ortsbürgermeister von Peterslahr. Bei der Direktwahl am 14. März 2021 war er mit einem Stimmenanteil von 74,31 % gewählt worden. Bei der Direktwahl am 9. Juni 2024 wurde er als einziger Bewerber mit 67,8 % für weitere fünf Jahre wiedergewählt.
Liedigks Vorgänger Alois Weißenfels hatte das Amt seit 1999 inne. Zuletzt bei der Direktwahl am 26. Mai 2019 wurde er in seinem Amt bestätigt. Mit Wirkung zum 31. Dezember 2020 legte er es nieder, die Amtsgeschäfte wurden bis zur Amtseinführung des Nachfolgers vom Beigeordneten Ralf Heuser ausgeübt.

### Wappen
| | Blasonierung: „Gespalten von Silber und Grün, vorn zwei gekreuzte, aufgerichtete rote Schlüssel, den Bart nach außen, hinten ein silberner Storch mit rotem Schnabel und roten Füßen über gespaltenem Wellenschildfuß in verwechselten Farben, darin vorn zwei silberne Balken, hinten ein durchgehendes rotes Kreuz mit einem silbernen Eichenblatt belegt.“ |
| Wappenbegründung: Die Kirche und der mit ihr verbundene Ortsname sind im Ortswappen durch das Attribut des Hl. Petrus als gekreuzte rote Schlüssel dargestellt. Im „Volksmund“ werden die Peterslahrer Einwohner auch die „Peterslahrer Störche“ genannt. Das Symbol des Storches prägt auch somit einen Teil des Wappens. An die ehemaligen Landes- und Lehnsherren erinnert im Dorfwappen unten deren Wappen und zwar das rote „Trierer Kreuz in Silber“, sowie die „Isenburger Balken“, diese jedoch in silberner Tinktur. Das Eichenblatt im Trierer Kreuz symbolisiert den hohen Waldanteil an der Gemeindefläche. Verliehen am 20. Januar 2004 durch die Kreisverwaltung Altenkirchen. | |

## Kultur und Sehenswürdigkeiten

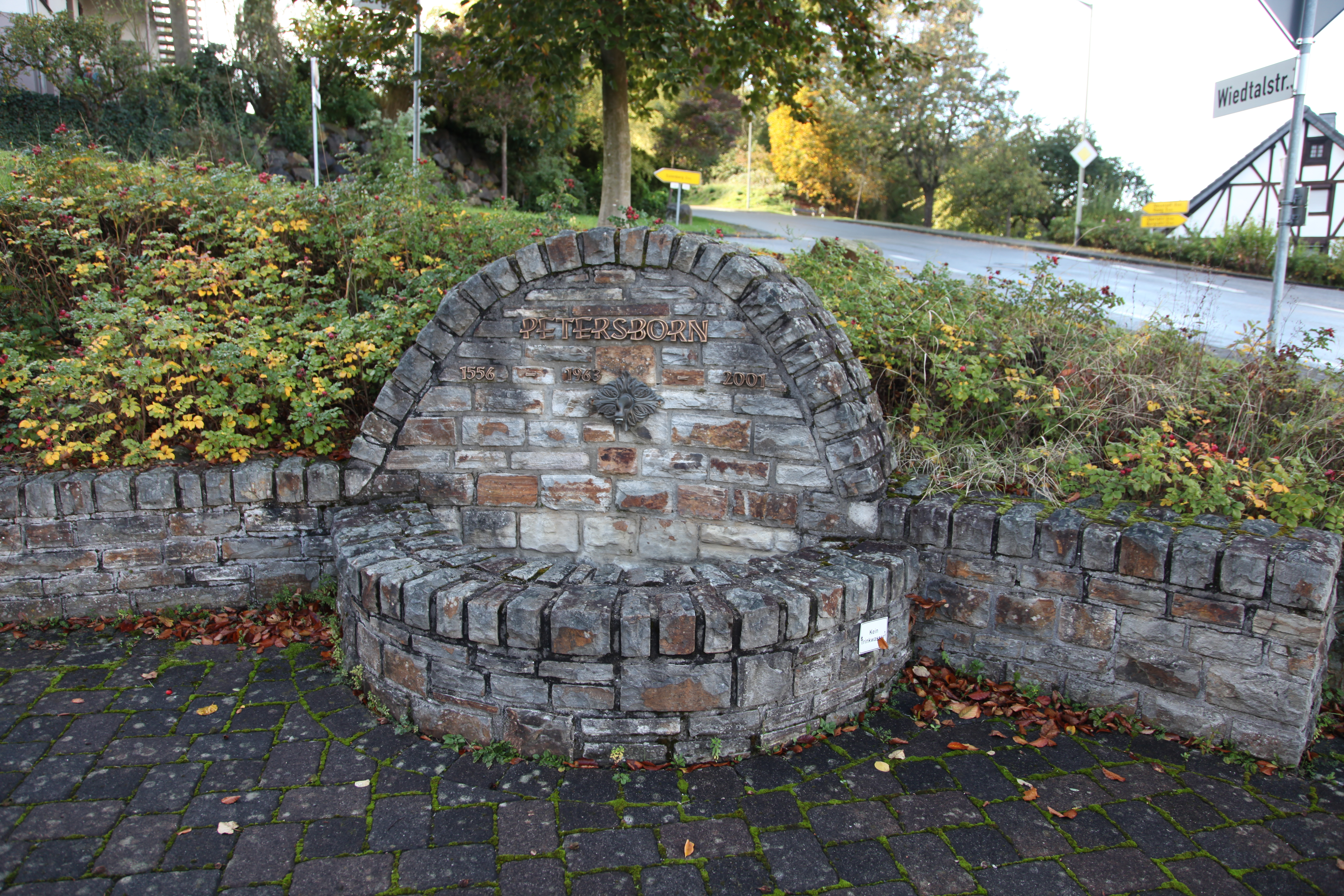
„Petersborn“: Brunnen von 1556, 2001 erneuert

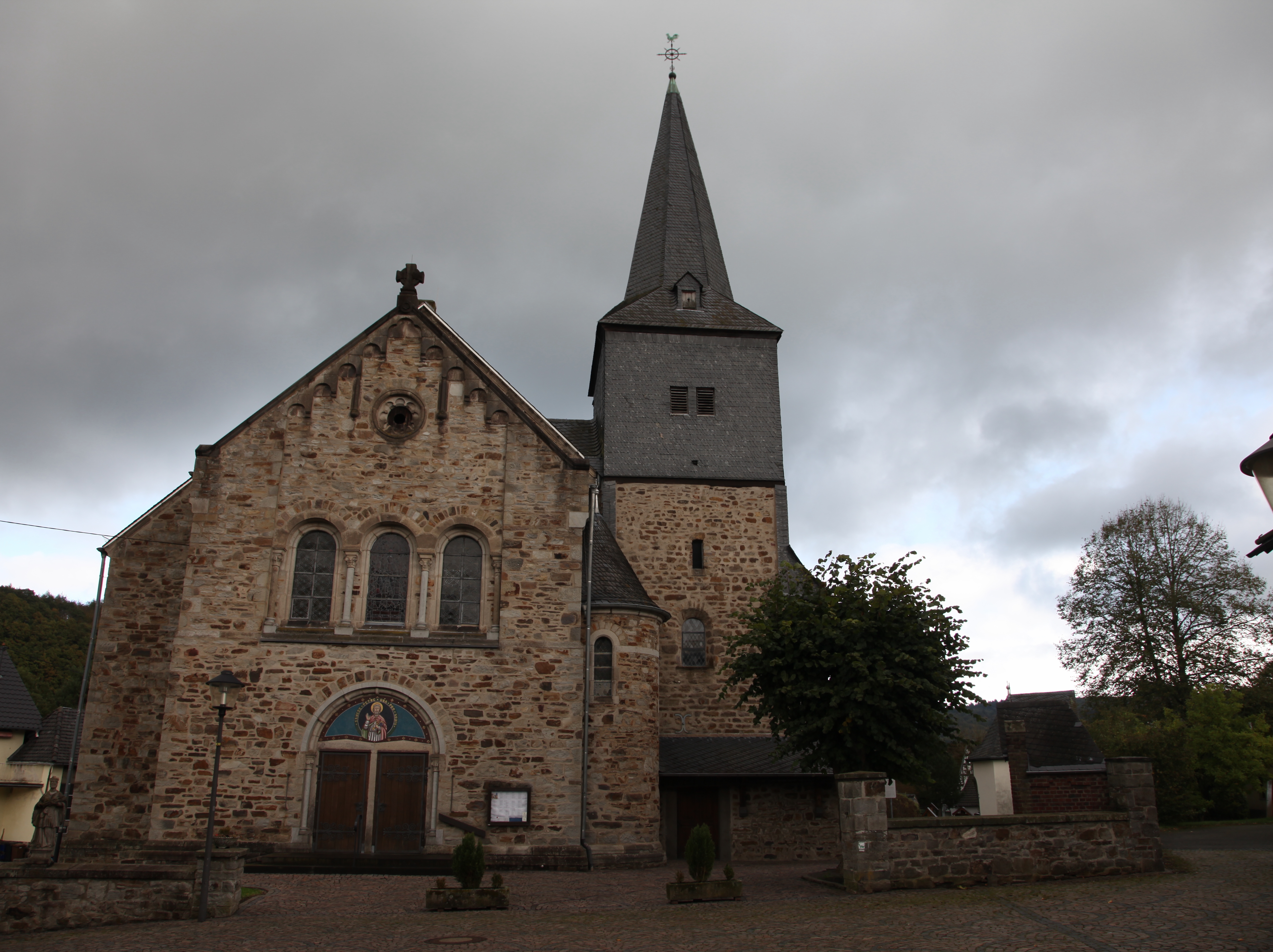
Katholische Pfarrkirche St. Petrus wurde 1900/01 erbaut.

Die Dorfkirche St. Petrus ist ein geschütztes Baudenkmal. Sie wurde erstmals 1326 urkundlich erwähnt, erhalten von der Ursprungskirche sind noch die Taufkapelle und der untere Teil des Turmes. Schiff und Chor wurden 1900 nach Abbruch in alter Form wieder aufgebaut.
Der „Petersborn“ ist eine Brunnen-Stelle von 1556, die 2001 neu eingefasst wurde. Sie liegt an der einzigen Kreuzung des Dorfes an der Wiedtalstraße nach Eulenberg.

## Wirtschaft
Am Ortsrand befindet sich das Gelände der Firma Morlock Motors, die durch die TV-Reihe Steel Buddies – Stahlharte Geschäfte bekannt wurde.